# Кися (річка)
Кися (Кіззя, Козія) — річка в Україні, у Глибоцькому районі Чернівецької області. Ліва притока Дереглую (басейн Дунаю).

## Опис
Довжина річки приблизно 4 км. Формується з безіменних струмків.

## Розташування
Бере початок на південно-східній околиці Чернівців. Тече переважно на південний схід і на північно-західній околиці Молодії впадає у річку Дереглуй, праву притоку Пруту.

## Історичні назви
Вперше згадана  як «Козія» у 1488 році  при опису межі села Козмин, на території якого дещо пізніше розвинулися поселення Коровія, Чагор і Молодія.  Місцевість біля витоків  річки означена словом  «руда», тобто «іржаве багно, болото». Згодом ця луговина, в якій ґрунтові води вкривалися рудою, тобто іржавіли, отримала назву «Рудка».
Фіксовані варіанти назви – Козія (1488),   Kusa (1773). Kizya (1877), Kisia (1890),  Кізія (1900) ,   рос. Кися  (1978).
Назва річечки, найймовірніше, походить від слова «коза», точніше – від зменшувального варіанту «кізя». Семантичний зв'язок простежується також з   особовими назвами «Козя», «Козій». Можливо, що місцевість біля річки була в давнину популярним місцем випасання кіз.